# Malik Jackson
Malik Jackson (Northridge, 11 gennaio 1990) è un ex giocatore di football americano statunitense che ha militato nel ruolo di defensive end nella National Football League. Fu scelto nel corso del quinto giro (137º assoluto) del Draft NFL 2012 dai Denver Broncos. Al college ha giocato a football a Tennessee.

## Carriera

### Denver Broncos
Jackson fu scelto nel corso del quinto giro del Draft 2012 dai Denver Broncos. Il suo debutto da professionista avvenne nella settimana 2 contro gli Atlanta Falcons senza far registrare alcuna statistica. La sua prima stagione terminò con 14 presenze, nessuna come titolare, e 5 tackle.
Nella settimana 6 della stagione 2013 contro i Jacksonville Jaguars, Jackson mise a segno 2 sack. La sua seconda stagione regolare terminò con 42 tackle e 6 sack disputando tutte le 16 partite di cui 5 come titolare. Un altro sack lo mise a segno su Philip Rivers nella vittoria dei Broncos nel secondo turno dei playoff. Partì come titolare nel Super Bowl XLVIII contro i Seattle Seahawks ma i Broncos furono battuti in maniera netta per 43-8. Tornò a disputare come titolare la finalissima due anni dopo, dove mise a segno cinque tackle e ritornò un fumble forzato dal compagno Von Miller in touchdown nella vittoria per 24-10 sui Carolina Panthers nel Super Bowl 50.

### Jacksonville Jaguars
L'8 marzo 2016, divenuto free agent, Jackson firmò un contratto di sei anni valore di 90 milioni di dollari con i Jacksonville Jaguars.  Ne 2017 fu convocato per il suo primo Pro Bowl.

### Philadelphia Eagles
Nel 2019 Jackson firmò con i Philadelphia Eagles.

### Cleveland Browns
Il 23 marzo 2021 Jackson firmò con i Cleveland Browns. Vi giocó per una sola stagione, dopo di che passò tutto il 2022 fuori dai campi di gioco. Il 14 luglio 2023 annunciò ufficialmente il ritiro.

## Palmarès

### Franchigia
- Super Bowl : 1

Denver Broncos: 50
- American Football Conference Championship: 2

Denver Broncos: 2013, 2015

### Individuale
- Convocazioni al Pro Bowl: 1

2017

## Statistiche
| Partite totali      | 30  |
| Partite da titolare | 5   |
| Tackle              | 47  |
| Sack                | 6,0 |
| Intercetti          | 0   |
| Fumble forzati      | 1   |

Statistiche aggiornate alla stagione 2013